# Benoît (archevêque d'Édesse)
Pour les articles homonymes, voir Benoît.
Benoît fut le premier archevêque d'Édesse de rite latin vers 1098 jusqu'à sa mort entre 1104 et 1120.

## Biographie
Il fut probablement nommé peu après la fondation du comté d'Édesse par le comte Baudouin Ier en 1098. Il fut consacré par le patriarche latin de Jérusalem Daimbert de Pise en décembre 1099. Il a peut-être remplacé un évêque byzantin, s'il y en avait encore un en poste après la perte de la ville par les Byzantins en 1087. Bien qu'il fût le plus haut clerc du comté d'Édesse, Benoît était subordonné au patriarche latin d'Antioche, conformément aux notitia episcopatuum du VIe siècle. L'historien contemporain Guillaume de Tyr qualifie Benoît, Daimbert et le patriarche d'Antioche Bernard de Valence de « lumières éminentes de l'Église ».
En août 1102, Soqman ibn Ortoq, officier bey turc, envahit le comté d'Édesse et attaqua la ville de Suruç. Bien que la ville fût prise, la citadelle fut défendue par l'archevêque Benoît jusqu'à ce que le comte Baudouin II lève une armée et le relève.
Benoît participa à la bataille de Harran le 7 mai 1104. Il était peut-être désarmé, car Guillaume de Tyr le qualifie d'« homme sans expérience guerrière ». Il fut capturé au début de la bataille, mais fut rapidement libéré, soit parce que son garde était un chrétien renégat, soit grâce au courage de Tancrède de Hauteville. Il n'est plus mentionné dans aucun document ultérieur, et Hugues lui succéda avant 1120,.